# Очеретянка риматарська
Очеретя́нка риматарська (Acrocephalus rimitarae) — вид горобцеподібних птахів родини очеретянкових (Acrocephalidae). Ендемік Французької Полінезії.

## Опис
Довжина птаха становить 17 см. Верхня частина тіла оливково-коричнева, нижня частина тіла жовтувато-біла. Над очима бліді "брови", через очі ідуть темні смуги. На голові, спині, крилах і хвості часто є білі плями. Очі темні, дзьоб темний, знизу світлий, лапи сірі. Виду не притаманний статевий диморфізм.

## Поширення і екологія
Риматарські очеретянки є ендеміками острова Ріматара. Вони живуть в підліску кокосових гаїв і тропічних лісів, на болотах в центрі острова, в садах і на плантаціях. Живляться комахами.

## Збереження
МСОП класифікує цей вид як такий, що перебуває на межі зникнення. За оцінками дослідників, популяція риматарських очеретянок становить від 2665 до 3850 птахів. За останні 10 років популяція скоротилася на 30-49%. Риматарським очеретянкам загрожує знищення природного середовища.